# Dubiaranea crebra
Dubiaranea crebra là một loài nhện trong họ Linyphiidae. Loài này được phát hiện ở Colombia, Venezuela, Ecuador và Peru.